# Mayetta
Mayetta es una ciudad ubicada en el condado de Jackson en el estado estadounidense de Kansas. En el año 2010 tenía una población de 341 habitantes y una densidad poblacional de 852,5 personas por km².

## Geografía
Mayetta se encuentra ubicada en las coordenadas 39°20′20″N 95°43′19″O / 39.33889, -95.72194 (39.338776, -95.721943).

## Demografía
Según la Oficina del Censo en 2000 los ingresos medios por hogar en la localidad eran de $38,542 y los ingresos medios por familia eran $43,500. Los hombres tenían unos ingresos medios de $25,313 frente a los $21,500 para las mujeres. La renta per cápita para la localidad era de $14,800. Alrededor del 3.9% de la población estaban por debajo del umbral de pobreza.